# Родовая травма
Родовая травма — повреждения тканей и органов ребёнка, вызванные механическими силами во время родов, и целостная реакция на эти повреждения со стороны организма, сопровождающаяся нарушением компенсаторно-приспособительных механизмов.

## История
История изучения родовой травмы начинается с XVI века, и её морфологические проявления хорошо описаны в отечественной и зарубежной литературе.
Родовой травматизм занимает важное место в структуре перинатальной заболеваемости и смертности. В МКБ Х пересмотра родовые травматические повреждения занимают большой удельный вес (рубрики Р10—Р15). Следует разграничивать между собой повреждения головного мозга, вызванные родовой травмой и внутриутробной асфиксией. Следует также разграничивать понятия «родовая травма» и «родовые повреждения» (англ. birth injuries), а из последних выделять «родовые травматические повреждения». «Родовые повреждения» включают в себя любые повреждения во время родов (гипоксические, токсические, биохимические, инфекционные и др.), а «родовая травма» включает в себя только повреждения механического характера. Поэтому неправомерно любые повреждения плода в родах относить к родовой травме. Например, повреждение головного мозга плода в родах вследствие преждевременной отслойки плаценты это не родовая травма, а повреждение головного мозга в родах при интранатальном инфицировании это тоже не родовая травма, а проявление внутриутробной инфекции.
Кроме того, «родовые повреждения» механического характера относятся к «родовой травме» как патологический процесс к болезни. Родовая опухоль, подкожные кровоизлияния, небольшие поднадкостничные кровоизлияния, кровоизлияния по линиям смещений костей черепа при конфигурации головки, интрадуральные кровоизлияния, субкапсулярные кровоизлияния печени и т. д. — это родовые травматические повреждения. Родовая травма — это болезнь, которая включает реакцию на родовые травматические повреждения, сопровождающуюся нарушением компенсаторно-приспособительных механизмов плода и новорождённого, развитием патологических процессов. Если отождествлять родовые травматические повреждения с родовой травмой, то последнюю можно констатировать у большинства новорождённых.

## Виды родовых травм
Родовая травма подразделяется на спонтанную, возникающую при обычно протекающих родах (осложнённых и неосложнённых), и акушерскую, вызванную физическими действиями акушера (щипцы, тракции, пособия, давление руки на дно матки с целью более быстрого продвижения головки, различные манипуляции). Существует также понятие родовой травмы матери. 
Основные виды родовой травмы: родовая травма черепа и головного мозга, позвоночника, внутренних органов (печени, селезёнки, надпочечников и др.), различных костей скелета (ключицы, бедренной кости и др.), плечевого сплетения и др. 
Наиболее часто встречаются родовые травматические повреждения черепа и головного мозга, которые не только могут привести к смертельному исходу, но и сопровождаются поражениями ЦНС, ведущими к инвалидизации и задержке нервно-психического развития.

## Причины родовой травмы
- Диспропорции между головкой ребёнка и тазом матери
- Быстрые и стремительные роды
- Затяжные роды
- Аномальное положение плода
- Асинклитическое вставление головки
- Разгибательные вставления головки
- Акушерский поворот
- Наложение щипцов и вакуум-экстракция плода
- Пособия
- Ускорение и стимуляция родов
- Тазовое предлежание

## Родовая травма черепа и головного мозга
Родовые травматические (механические) повреждения головы, черепа и головного мозга: родовая опухоль (caput succedaneum), область периостального застоя крови, субапоневротическое (субгалеальное) кровоизлияние, кефалогематома, переломы костей черепа, остеодиастаз и отрыв затылочной кости от основания,  эпидуральное кровоизлияние, интрадуральное кровоизлияние в мозжечковый намёт и серповидный отросток, разрывы мозжечкового намёта и серпа, разрывы мостовых вен,  разрывы притоков вены Галена, разрывы паутинной оболочки, наличие областей сдавления мозга по ходу ламбдовидного и венечного швов в виде ступенек и некоторые другие. Характер кровоизлияний головного мозга зависит от действующей причины. Для родовой травмы наиболее свойственны субдуральные кровоизлияния,  субпиальные кровоизлияния на вершинах извилин, субарахноидальные кровоизлияния в местах отхождений мостовых вен, лептоменингеальные кровоизлияния в областях четырехугольных долек мозжечка, субкортикально-корковые внутримозговые кровоизлияния.
Родовая травма черепа (РТЧ) как нозология обязательно должна включать две части:
- признаки механических повреждений;
- сопутствующие нарушения мозгового кровообращения.

Если, например, обнаружено какое-либо внутричерепное кровоизлияние (например, внутрижелудочковое) и не выявлено механическое повреждение, повлекшее это кровоизлияние, то нет достаточных оснований для постановки диагноза родовой травмы. Основные механические повреждения при РТЧ: разрывы мозжечкового намёта (тентория), разрывы мостовых вен, серповидного отростка, разрывы притоков вены Галена, синусов, признаки сдавления головного мозга, переломы костей черепа, перелом нижней челюсти, остеодиастаз затылочной кости, смещения мягкой мозговой оболочки и др. Основные формы нарушения мозгового кровообращения при РТЧ: субдуральные кровоизлияния в среднюю и заднюю черепные ямки, субарахноидальные гематомы, кровоизлияния в мозжечок, внутримозговые кровоизлияния и др.

## Патогенез родовой травмы черепа
Патогенез спонтанной РТЧ связан с биомеханизмом родов. При головном предлежании и самопроизвольных родах большую роль играет асинклитическое вставление головки (любая степень), при котором происходит неравномерное натяжение двух половин мозжечкового намёта (или тентория) с перерастяжением на стороне, противоположной предлежащей теменной кости (закономерность Власюка-Лобзина-Несмеянова). В тентории происходят надрывы и разрывы — самые частые проявления РТЧ. Все факторы, влияющие на увеличение асинклитизма, в том числе и стимуляция родов, повышают риск родовой травмы черепа и головного мозга.
С позиций акушера существует физиологический асинклитизм, но с позиций плода — любая степень асинклитизма повышает риск механических повреждений тентория. При тазовых предлежаниях разрывы тентория возникают в среднем в 3 раза чаще, чем при головном. Неправильное использование пособий и операций, а также технические ошибки ведут к акушерской травме. Применение оперативного родоразрешения требует глубокого анализа преимуществ и недостатков, показаний и противопоказаний каждой операции со стороны матери и со стороны плода. Нецелесообразно применение акушерских щипцов и вакуум-экстрактора при асинклитически вставленной головке (более 1,5 см). При асимметричном наложении акушерских щипцов, когда одна из ложек не охватывает весь лицевой череп, а её конец давит на челюсть, возникают переломы нижней челюсти.
Патогенез РТЧ необходимо связывать с патологией конфигурации (молдинга) головы плода. Конфигурация это способность черепа приспосабливаться к размерам и форме родового канала, к действующим на него механическим силам (за счёт перемещения костей черепа, смещений полушарий мозга, натяжения вен и др.). Конфигурация может быть физиологической и патологической. Патологическая конфигурация бывает быстрой, чрезмерной и асимметричной, когда возникают разрывы, переломы, сдавления ткани мозга и кровоизлияния.
- Кефалогематома, переломы костей черепа, позвоночника, ключицы и др.
- Разрывы мозжечкового намёта, серповидного отростка, мостовых вен, притоков вены Галена, сосудов между сосудистой оболочкой и веществом мозга и др.
- Сдавление головного мозга
- Субкапсулярные гематомы печени, разрывы печени, селезёнки и др.
- Нарушения мозгового кровообращения
- Перинатальные поражения нервной системы
  - Двигательные нарушения — центральные и периферические параличи и парезы, детский церебральный паралич
  - Вегетативные нарушения и нарушения со стороны внутренних органов:
    - Нарушения терморегуляции
    - Нарушения ритма и глубины дыхания
    - Диспептические нарушения — срыгивание, неустойчивый стул, вздутие живота

## Родовая травма позвоночника и спинного мозга
Позвоночник и спинной мозг весьма подвержены травматическим повреждениям. Роды в тазовом предлежании опасны не только в плане частых травм тентория, но и спинальных повреждений.
- При тяге за тазовый конец при фиксированной головке большое физическое воздействие падает на позвоночник, может сдавливаться артерия Адамкевича.
- При резких поворотах головы, перегибах шеи и при тракциях за головку в просвете поперечных отростков сдавливается позвоночная артерия, что ведёт к нарушению кровотока в вертебробазилярном бассейне.
- При защите промежности шея плода подвергается дополнительному максимальному сгибанию и разгибанию, при поворотах головки акушеркой сдавливаются позвоночные артерии, при подтягивании за головку плода с целью выведения плечиков могут рваться основные связки(связка Крювелье), сосуды и нервы.
- При использовании акушерских щипцов и вакуум-экстрактора вся сила физического воздействия на тело плода передаётся через шею, поэтому возникают травмы позвоночника.
- К травме позвоночника может привести также извлечение плода при кесаревом сечении: подтягивании за головку при недостаточном разрезе матки. Однако данные травмы следует дифференцировать с полученными в начале родов в связи с возникшими осложнениями, явившимися показанием для операции кесарева сечения.
- При травме позвоночника могут обнаруживаться переломы и подвывихи позвонков (обычно локализуются между С1—С7 шейными и Т1—T7 грудным позвонками, значительно реже — в нижнем грудном и поясничном отделах) отрывы частей позвонков, кровоизлияния в межпозвоночные диски, в хрящевые эпифизы, в переднюю продольную связку и в мышцы по ходу позвоночника.
- Возникают кровоизлияния в позвоночные артерии, эпидуральные, субдуральные, субарахноидальные и внутримозговые кровоизлияния спинного мозга.

В большинстве случаев эпидуральные и субарахноидальные кровоизлияния спинного мозга не являются следствием родовой травмы.

## Диагностика родовой травмы
Для точной диагностики родовой травмы необходимо прежде всего выявление повреждений механического характера (переломы, надрывы, разрывы, кровоизлияния, сдавления и др.). Обнаружение только какого-либо кровоизлияния или какого-либо поражения ЦНС, выявленного после родов, не является абсолютным доказательством родовой травмы. Это может привести к необоснованным судебно-прокурорским расследованиям.
Педиатры и неонатологи мало занимаются проблемой диагностики механических повреждений черепа и головного мозга, в основном ограничиваются обнаружением редких случаев переломов. Не исследуют у детей мозжечковый намёт — главный «маркер» родовой травмы у выживших детей. Мозжечковый намёт нередко надрываеся (только верхний листок) без значительного кровоизлияния и без угрозы жизни ребёнка. Однако прижизненное выявление этих повреждений явилось бы доказательством травматической природы других внутричерепных кровоизлияний и поражений ЦНС. Важное значение в диагностике имеют интрадурадьные кровоизлияния в мозжечковый намет.
Педиатры не занимаются проблемой диагностики сдавления головного мозга в родах. Акушеры в большинстве родов не проводят динамического контроля за продвижением головки современными методами (УЗИ), очень приблизительно оценивают асинклитизм, проводную точку и вставление головки, опасаются диагноза родовой травмы. Все это приводит к спекулятивным суждениям, недооценке и переоценке родовой травмы.
Посмертная диагностика родовой травмы требует качественного исследования черепа и головного мозга , определения степени конфигурации головки, выявления места локализации проводной точки и степени асинклитизма (при головном предлежании). Нельзя извлекать головной мозг до изучения мозжечкового намета и состояния мостовых вен. Необходимо исследовать области сдавления мозга. Компрессия головного мозга в родах это результат его сдавления   механическими силами, то есть родовая травма, которая сопровождается гипоксически-ишемическим поражением ткани мозга. В ткани головного мозга при гистологическом исследовании обнаруживаются гипоксические изменения нейронов. Такое поражение можно назвать компрессионно-гипоксической родовой травмой.